# Mas Verdaguer
El Mas Verdaguer és una masia del municipi d'Avinyó protegida com a bé cultural d'interès local.

## Descripció
És una masia de planta rectangular amb la façana principal orientada a llevant i tancada per un clos que al sector de tramuntana, per una gran porta de mig punt adovellada, comunica amb la plaça de l'església d'Avinyó. Aquesta façana de tramuntana presenta uns balcons, mentre que la façana de migdia s'obre en una gran galeria amb tres nivells ben proporcionats d'obertures d'arc de mig punt; aquesta façana de migdia i la principal presenten restes d'esgrafiats a les parts superiors i durant els anys 80 del segle XX es va fer la reconstrucció dels esgrafiats de la façana de les galeries tal com eren originàriament recuperant un rellotge de sol que signa que els esgrafiats foren fets el 1722. A ponent fou construït un terrat a nivell de primer pis.

## Història
La masia de Cal Verdeguer, situada molt a prop de l'església parroquial de Sant Joan d'Avinyó, és una de les cases més interessants del terme municipal. La masia és documentada ja al segle xvi car en el fogatge de l'any 1553 hi són referenciats "Jaume Verdaguer, Benent Verdaguer i en Miquel en casa d'en Barraquer" com a homes de la parròquia i terme d'Avinyó. Cal pensar en la casa i en fills de la mateixa que habitaren altres masos dins el terme. La gran obra de la masia correspon molt probablement al segle xvii; la llinda de la porta de la façana de tramuntana porta la data de 1610 al mig del nom del propietari "Joan Verdaguer 1610 ". L'any 1775 fou construïda la nova façana de migdia amb la galeria porxada i la decoració d'esgrafiats per Pau Verdaguer.